# La Modernisation de l'orthographe des textes anciens
La Modernisation de l'orthographe des textes anciens est un ouvrage de Valéry Larbaud publié dans la clandestinité en août 1944 aux Pays-Bas.

## Historique
Édité par les éditions A.A.M. Stols à La Haye, cette plaquette composée en caractères Romulus imprimée sur papier Van Gelder est tiré à soixante-quinze exemplaires.
Il s'agit d'un extrait d'une lettre de Larbaud à l'éditeur datée de 1938, accompagné d'une note de G. Jean-Aubry.
L'ouvrage a été réédité en 1984 par les éditions des Cendres.